# 2017-es afrikai nemzetek kupája
A 2017-es afrikai nemzetek kupáját január 14. és február 5. között rendezték, a házigazda Gabon volt. A címvédő Elefántcsontpart. Az eredeti helyszín Líbia lett volna, azonban a térség szövetsége, a CAF az országban zajló háború miatt a rendezési jogot Gabonnak adta. A kiírás győztese indulási jogot nyert a 2017-es konföderációs kupára. A torna az afrikai kontinenstorna megalapításának 60. évfordulójára esett. A döntőben Kamerun 2-1-re legyőzte Egyiptomot és megszerezte 5. elsőségét az ANK történetében.

## Pályázatok
A szövetség felé első körben Botswana, Kamerun, Kongó, Guinea, Marokkó, Dél-Afrika, Zambia  és Zimbabwe jelezte rendezési szándékát.
A 2010. szeptember 3-ai határidőig három pályázat érkezett be a CAF központjába, ezek a kongói dél-afrikai és a marokkói szövetségtől érkeztek be.
Ezt követően mindhárom országban ellenőrzéseket tartott a CAF, legelőször november 12–15. között Kongóban. Elsősorban az infrastruktúrális és a sportági körülményeket vizsgálták. Röviddel a vizsgálat után a kongói szövetség jelezte, hogy visszalép a rendezési szándékától.
Marokkót november elején, Dél-Afrikát decemberben látogatták meg az ellenőrzésért felelős szervek. Korábban mindkét ország adott már otthont a kontinensviadalnak.
| Ország                  | Rendezés |
| ----------------------- | -------- |
| Marokkó                 | 1988     |
| Dél-afrikai Köztársaság | 1996     |

A helyszínről végül a CAF végrehajtó bizottsága 2011. január 29-én döntött, aminek következtében a 2015-ös torna rendezési jogait Marokkó, a 2017-es tornáét pedig Líbia kapta. Utóbbi helyszínt azután jelölték ki, hogy végül Dél-Afrika visszalépett.
Miután Líbia a háborús helyzet miatt végül elvesztette a rendezési jogot, a CAF újabb pályázatot hirdetett. Hét ország nyújtott be a saját papírjait: Algéria, Egyiptom, Gabon, Ghána, Kenya, Szudán és Zimbabwe, azonban ezek közül csak Algéria, Egyiptom, Gabon, és Ghána anyaga volt megfelelő a szövetség előírásainak. Egyiptom később visszavonta pályázatát.
2015. április 8-án Issa Hayatou, a CAF elnöke bejelentette, hogy Gabon kapta a torna rendezési jogát.

## Selejtezők
A selejtezők sorsolását egyből a házigazda ország bejelentése után tartották 2015. április 8-án. A házigazda Gabon részt vett ugyan a kvalifikációs sorozatban, de eredményei nem számítottak a végső sorrend kialakításakor. 51 nemzeti csapat vett részt a selejtezősorozatban, Eritrea és Szomália viszont nem vállalta az indulást. Marokkó válogatottját a CAF eredetileg eltiltotta a 2017-es és a 2019-es tornán való részvételtől, miután visszaléptek a 2015-ös torna rendezésétől, azonban ezt a határozatot a  Sportdöntő bíróság semmissé tette.
A háromszoros kontinensbajnok Nigéria nem jutott ki a tornára.

### Résztvevők
A következő csapatok vettek részt a 2017-es afrikai nemzetek kupáján:
| Csapat        | Hogyan kvalifikált                             | Kvalifikáció időpontja | Afrikai nemzetek kupája részvétel | Előző legjobb eredmény                             |
| ------------- | ---------------------------------------------- | ---------------------- | --- | -------------------------------------------------- |
| Gabon         | Rendező                                        | 2015. április 8.       | 6 (1994, 1996, 2000, 2010, 2012, 2015)                                                                                                  | Negyeddöntő (1996, 2012)                           |
| Marokkó       | F csoport győztese                             | 2016. március 29.      | 15 (1972, 1976, 1978, 1980, 1986, 1988, 1992, 1998, 2000, 2002, 2004, 2006, 2008, 2012, 2013)                                           | Győztes (1976)                                     |
| Algéria       | J csoport győztese                             | 2016. június 2.        | 16 (1968, 1980, 1982, 1984, 1986, 1988, 1990, 1992, 1996, 1998, 2000, 2002, 2004, 2010, 2013, 2015)                                     | Győztes (1990)                                     |
| Kamerun       | M csoport győztese                             | 2016. június 3.        | 17 (1970, 1972, 1982, 1984, 1986, 1988, 1990, 1992, 1996, 1998, 2000, 2002, 2004, 2006, 2008, 2010, 2015)                               | Győztes (1984, 1988, 2000, 2002)                   |
| Szenegál      | K csoport győztese                             | 2016. június 4.        | 13 (1965, 1968, 1986, 1990, 1992, 1994, 2000, 2002, 2004, 2006, 2008, 2012, 2015)                                                       | Második (2002)                                     |
| Egyiptom      | G csoport győztese                             | 2016. június 4.        | 22 (1957, 1959, 1962, 1963, 1970, 1974, 1976, 1980, 1984, 1986, 1988, 1990, 1992, 1994, 1996, 1998, 2000, 2002, 2004, 2006, 2008, 2010) | Győztes (1957, 1959, 1986, 1998, 2006, 2008, 2010) |
| Ghána         | H csoport győztese                             | 2016. június 5.        | 20 (1963, 1965, 1968, 1970, 1978, 1980, 1982, 1984, 1992, 1994, 1996, 1998, 2000, 2002, 2006, 2008, 2010, 2012, 2013, 2015)             | Győztes (1963, 1965, 1978, 1982)                   |
| Bissau-Guinea | E csoport győztese                             | 2016. június 5.        | Még nem szerepelt | -                                                  |
| Zimbabwe      | L csoport győztese                             | 2016. június 5.        | 2 (2004, 2006) | Csoportkör (2004, 2006)                            |
| Mali          | C csoport győztese vagy legjobb csoportmásodik | 2016. június 5.        | 9 (1972, 1994, 2002, 2004, 2008, 2010, 2012, 2013, 2015)                                                                                | Második (1972)                                     |

## Játékvezetők
A 2017-es afrikai nemzetek kupájára nevezett játékvezetők névsora.
| - Gehad Grisha - Youssef Essrayri - Mehdi Abid Sarif - Janny Sikazwe - Bakary Gassama - Daniel Frazer Bennett | - Joshua Bondo - Néant Alioum - Denis Dembele - Bamlak Tessema Weyesa - Eric Otogo-Castane - Hamada Nampiandraza | - Mahamadou Keita - Ali Lemghaifry - Redouane Jiyed - Malang Diedhiou - Bernard Camille |

## Lebonyolítás
A házigazda automatikus részvételi jogot kapott, a többi 15 részt vevő csapat selejtezőkön harcolta ki az indulási jogot. A 16 csapatot négy négycsapatos csoportba osztották, minden csapat játszott minden ellenfelével, és a körmérkőzések után az első két helyezett jutott a kieséses szakaszba. Az elődöntők vesztesei a bronzmérkőzésen, a győztesei pedig a döntőben léptek pályára.

## Sorsolás
A csoportok sorsolását 2016. október 19-én tartották Libreville városában, Gabonban. Előzetesen a CAF erősorrend alapján kalapokba osztotta a csapatokat, aminek kialakításához a következőket vette figyelembeː
- Az afrikai nemzetek kupáján való szereplés (2012, 2013, 2015)
- Az afrikai nemzetek kupája selejtezőin való szereplés (2013, 2015, 2017)
- vb-szereplés (2014)
- vb-selejtezős szereplés (2014)

## Csoportkör
| Jelmagyarázat                                                            |
| ------------------------------------------------------------------------ |
| A csoportok első két helyezettje bejutott az egyenes kieséses szakaszba. |
| A csoportok harmadik és negyedik helyezettje kiesett.                    |

### A csoport
| Csapat        | M | Gy | D | V | G+ | G– | Gk | P |
| ------------- | - | -- | - | - | -- | -- | -- | - |
| Burkina Faso  | 3 | 1  | 2 | 0 | 4  | 2  | +2 | 5 |
| Kamerun       | 3 | 1  | 2 | 0 | 3  | 2  | +1 | 5 |
| Gabon         | 3 | 0  | 3 | 0 | 2  | 2  | 0  | 3 |
| Bissau-Guinea | 3 | 0  | 1 | 2 | 2  | 5  | –3 | 1 |

| 2017. január 14. 17:00 |

| Gabon          | 1–1               | Bissau-Guinea |
| -------------- | ----------------- | ------------- |
| Aubameyang 53' | (0–0) Jegyzőkönyv | Soares 90+1'  |

| Stade d'Angondjé, Libreville Nézőszám: 39 230 Játékvezető: Ghead Grisha (egyiptomi) |

| 2017. január 14. 20:00 |

| Burkina Faso | 1–1               | Kamerun       |
| ------------ | ----------------- | ------------- |
| Dayo 75'     | (0–1) Jegyzőkönyv | Moukandjo 35' |

| Stade d'Angondjé, Libreville Játékvezető: Janny Sikazwe (zambiai) |

| 2017. január 18. 17:00 |

| Gabon                     | 1–1               | Burkina Faso |
| ------------------------- | ----------------- | ------------ |
| Aubameyang 38' (11-esből) | (1–1) Jegyzőkönyv | Nakoulma 23' |

| Stade d'Angondjé, Libreville Játékvezető: Bakary Gassama (gambiai) |

| 2017. január 18. 20:00 |

| Kamerun                      | 2–1               | Bissau-Guinea |
| ---------------------------- | ----------------- | ------------- |
| Siani 61' Ngadeu-Ngadjui 79' | (0–1) Jegyzőkönyv | Piqueti 13'   |

| Stade d'Angondjé, Libreville Játékvezető: Youssef Essrayri (tunéziai) |

| 2017. január 22. 20:00 |

| Kamerun | 0–0         | Gabon |
| ------- | ----------- | ----- |
|         | Jegyzőkönyv |       |

| Stade d'Angondjé, Libreville Játékvezető: Daniel Bennett (dél-afrikai) |

| 2017. január 22. 20:00 |

| Bissau-Guinea | 0–2               | Burkina Faso                 |
| ------------- | ----------------- | ---------------------------- |
|               | (0–1) Jegyzőkönyv | Silva 12' (öngól) Traoré 58' |

| Stade de Franceville, Franceville Játékvezető: Bamlak Tessema (etióp) |

### B csoport
| Csapat   | M | Gy | D | V | G+ | G– | Gk | P |
| -------- | - | -- | - | - | -- | -- | -- | - |
| Szenegál | 3 | 2  | 1 | 0 | 6  | 2  | +4 | 7 |
| Tunézia  | 3 | 2  | 0 | 1 | 6  | 5  | +1 | 6 |
| Algéria  | 3 | 0  | 2 | 1 | 5  | 6  | –1 | 2 |
| Zimbabwe | 3 | 0  | 1 | 2 | 4  | 8  | –4 | 1 |

| 2017. január 15. 17:00 |

| Algéria        | 2–2               | Zimbabwe                            |
| -------------- | ----------------- | ----------------------------------- |
| Mahrez 12' 82' | (1–2) Jegyzőkönyv | Mahachi 17' Mushekwi 29' (11-esből) |

| Stade de Franceville, Franceville Játékvezető: Bamlak Tessema (etióp) |

| 2017. január 15. 20:00 |

| Tunézia | 0–2               | Szenegál                      |
| ------- | ----------------- | ----------------------------- |
|         | (0–2) Jegyzőkönyv | Mané 10' (11-esből) Mbodj 30' |

| Stade de Franceville, Franceville Játékvezető: Neant Alioum (kameruni) |

| 2017. január 19. 17:00 |

| Algéria     | 1–2               | Tunézia                                |
| ----------- | ----------------- | -------------------------------------- |
| Hanni 90+1' | (0–0) Jegyzőkönyv | Mandi 50' (öngól) Sliti 66' (11-esből) |

| Stade de Franceville, Franceville Játékvezető: Bernard Camille (seychelle-szigeteki) |

| 2017. január 19. 20:00 |

| Szenegál           | 2–0               | Zimbabwe |
| ------------------ | ----------------- | -------- |
| Mané 9' Saivet 14' | (2–0) Jegyzőkönyv |          |

| Stade de Franceville, Franceville Játékvezető: Redouane Jiyed (marokkói) |

| 2017. január 23. 20:00 |

| Szenegál         | 2–2               | Algéria          |
| ---------------- | ----------------- | ---------------- |
| Diop 44' Sow 54' | (1–1) Jegyzőkönyv | Szlimani 10' 52' |

| Stade de Franceville, Franceville Játékvezető: Joshua Bondo (botswanai) |

| 2017. január 23. 20:00 |

| Zimbabwe             | 2–4               | Tunézia                                                    |
| -------------------- | ----------------- | ---------------------------------------------------------- |
| Musona 43' Ndoro 58' | (1–4) Jegyzőkönyv | Sliti 10' ál-Mszákní 22' Khenissi 36' Hazrí 45' (11-esből) |

| Stade d'Angondjé, Libreville Játékvezető: Denis Dembélé (elefántcsontparti) |

### C csoport
| Csapat           | M | Gy | D | V | G+ | G– | Gk | P |
| ---------------- | - | -- | - | - | -- | -- | -- | - |
| Kongói DK        | 3 | 2  | 1 | 0 | 6  | 3  | +3 | 7 |
| Marokkó          | 3 | 2  | 0 | 1 | 4  | 2  | +2 | 6 |
| Elefántcsontpart | 3 | 0  | 2 | 1 | 2  | 3  | –1 | 2 |
| Togo             | 3 | 0  | 1 | 2 | 2  | 6  | –4 | 1 |

| 2017. január 16. 17:00 |

| Elefántcsontpart | 0–0         | Togo |
| ---------------- | ----------- | ---- |
|                  | Jegyzőkönyv |      |

| Stade d'Oyem, Oyem Játékvezető: Eric Otogo-Castane (gaboni) |

| 2017. január 16. 20:00 |

| Kongói DK     | 1–0               | Marokkó |
| ------------- | ----------------- | ------- |
| Kabananga 55' | (0–0) Jegyzőkönyv |         |

| Stade d'Oyem, Oyem Játékvezető: Hamada Nampiandraza (madagaszkári) |

| 2017. január 20. 17:00 |

| Elefántcsontpart | 2–2               | Kongói DK                |
| ---------------- | ----------------- | ------------------------ |
| Bony 26' Die 67' | (1–2) Jegyzőkönyv | Kebano 10' Kabananga 28' |

| Stade d'Oyem, Oyem Játékvezető: Janny Sikazwe (zambiai) |

| 2017. január 20. 20:00 |

| Marokkó                                  | 3–1               | Togo       |
| ---------------------------------------- | ----------------- | ---------- |
| Bouhaddouz 14' Szájsz 21' El-Neszjrí 72' | (2–1) Jegyzőkönyv | Dossevi 5' |

| Stade d'Oyem, Oyem Játékvezető: Mahamadou Keita (mali) |

| 2017. január 24. 20:00 |

| Marokkó    | 1–0               | Elefántcsontpart |
| ---------- | ----------------- | ---------------- |
| Alioui 64' | (0–0) Jegyzőkönyv |                  |

| Stade d'Oyem, Oyem Játékvezető: Neant Alioum (kameruni) |

| 2017. január 24. 20:00 |

| Togo     | 1–3               | Kongói DK                           |
| -------- | ----------------- | ----------------------------------- |
| Laba 69' | (0–1) Jegyzőkönyv | Kabananga 29' Mubele 54' M'Poku 80' |

| Stade de Port-Gentil, Port-Gentil Játékvezető: Malang Diedhiou (szenegáli) |

### D csoport
| Csapat   | M | Gy | D | V | G+ | G– | Gk | P |
| -------- | - | -- | - | - | -- | -- | -- | - |
| Egyiptom | 3 | 2  | 1 | 0 | 2  | 0  | +2 | 7 |
| Ghána    | 3 | 2  | 0 | 1 | 2  | 1  | +1 | 6 |
| Mali     | 3 | 0  | 2 | 1 | 1  | 2  | –1 | 2 |
| Uganda   | 3 | 0  | 1 | 2 | 1  | 3  | –2 | 1 |

| 2017. január 17. 17:00 |

| Ghána                  | 1–0               | Uganda |
| ---------------------- | ----------------- | ------ |
| A. Ayew 32' (11-esből) | (1–0) Jegyzőkönyv |        |

| Stade de Port-Gentil, Port-Gentil Játékvezető: Joshua Bondo (botswanai) |

| 2017. január 17. 20:00 |

| Mali | 0–0         | Egyiptom |
| ---- | ----------- | -------- |
|      | Jegyzőkönyv |          |

| Stade de Port-Gentil, Port-Gentil Játékvezető: Daniel Bennett (dél-afrikai) |

| 2017. január 21. 17:00 |

| Ghána    | 1–0               | Mali |
| -------- | ----------------- | ---- |
| Gyan 21' | (1–0) Jegyzőkönyv |      |

| Stade de Port-Gentil, Port-Gentil Játékvezető: Mehdi Abid Sarif (algériai) |

| 2017. január 21. 20:00 |

| Egyiptom | 1–0               | Uganda |
| -------- | ----------------- | ------ |
| Said 89' | (0–0) Jegyzőkönyv |        |

| Stade de Port-Gentil, Port-Gentil Játékvezető: Malang Diedhiou (szenegáli) |

| 2017. január 25. 20:00 |

| Egyiptom   | 1–0               | Ghána |
| ---------- | ----------------- | ----- |
| Szaláh 11' | (1–0) Jegyzőkönyv |       |

| Stade de Port-Gentil, Port-Gentil Játékvezető: Bakary Gassama (gambiai) |

| 2017. január 25. 20:00 |

| Uganda   | 1–1               | Mali         |
| -------- | ----------------- | ------------ |
| Miya 70' | (0–0) Jegyzőkönyv | Bissouma 73' |

| Stade d'Oyem, Oyem Játékvezető: Ali Lemghaifry (mauritániai) |

## Egyenes kieséses szakasz
|  |                          |              |                          |                         |       |              |                         |                          |                          |                          |               |       |       |
|  | Negyeddöntők             | Negyeddöntők | Negyeddöntők             |                         |       | Elődöntők    | Elődöntők               | Elődöntők                |                          |                          | Döntő         | Döntő | Döntő |
|  | Negyeddöntők             | Negyeddöntők | Negyeddöntők             |                         |       | Elődöntők    | Elődöntők               | Elődöntők                |                          |                          | Döntő         | Döntő | Döntő |
|  | január 28. – Libreville  |              |                          |                         |       |              |                         |                          |                          |                          |               |       |       |
|  |                          |              |                          |                         |       |              |                         |                          |                          |                          |               |       |       |
|  | A1                       | Burkina Faso | 2                        |                         |       |              |                         |                          |                          |                          |               |       |       |
|  | A1                       | Burkina Faso | 2                        | február 1. – Libreville |       |              |                         |                          |                          |                          |               |       |       |
|  | B2                       | Tunézia      | 0                        |                         |       |              |                         |                          |                          |                          |               |       |       |
|  | B2                       | Tunézia      | 0                        |                         |       | Burkina Faso | Burkina Faso            | 1 (3)                    |                          |                          |               |       |       |
|  | január 29. – Port-Gentil |              |                          |                         |       | Burkina Faso | Burkina Faso            | 1 (3)                    |                          |                          |               |       |       |
|  |                          |              | Egyiptom                 | Egyiptom                | 1 (4) |              |                         |                          |                          |                          |               |       |       |
|  | D1                       | Egyiptom     | Egyiptom                 | Egyiptom                | 1 (4) | 1            |                         |                          |                          |                          |               |       |       |
|  | D1                       | Egyiptom     |                          |                         |       | 1            | február 5. – Libreville |                          |                          |                          |               |       |       |
|  | C2                       | Marokkó      | 0                        |                         |       |              |                         |                          |                          |                          |               |       |       |
|  | C2                       | Marokkó      | 0                        |                         |       | Egyiptom     | Egyiptom                | 1                        |                          |                          |               |       |       |
|  | január 28. – Franceville |              |                          |                         |       | Egyiptom     | Egyiptom                | 1                        |                          |                          |               |       |       |
|  |                          |              | Kamerun                  | Kamerun                 | 2     |              |                         |                          |                          |                          |               |       |       |
|  | B1                       | Szenegál     | Kamerun                  | Kamerun                 | 2     | 0 (4)        |                         |                          |                          |                          |               |       |       |
|  | B1                       | Szenegál     | február 2. – Franceville |                         |       | 0 (4)        |                         |                          |                          |                          |               |       |       |
|  | A2                       | Kamerun      | 0 (5)                    |                         |       |              |                         |                          |                          |                          |               |       |       |
|  | A2                       | Kamerun      | 0 (5)                    |                         |       | Kamerun      | Kamerun                 | 2                        | Bronzmérkőzés            | Bronzmérkőzés            | Bronzmérkőzés |       |       |
|  | január 29. – Oyem        |              |                          |                         |       | Kamerun      | Kamerun                 | 2                        | Bronzmérkőzés            | Bronzmérkőzés            | Bronzmérkőzés |       |       |
|  |                          |              | Ghána                    | Ghána                   | 0     |              |                         | február 4. – Port-Gentil | február 4. – Port-Gentil | február 4. – Port-Gentil |               |       |       |
|  | C1                       | Kongói DK    | Ghána                    | Ghána                   | 0     | 1            |                         | február 4. – Port-Gentil | február 4. – Port-Gentil | február 4. – Port-Gentil |               |       |       |
|  | C1                       | Kongói DK    |                          |                         |       |              |                         | Burkina Faso             | Burkina Faso             | 1                        |               |       |       |
|  | D2                       | Ghána        | 2                        |                         |       |              |                         | Burkina Faso             | Burkina Faso             | 1                        |               |       |       |
|  | D2                       | Ghána        | 2                        |                         |       | Ghána        | Ghána                   | 0                        |                          |                          |               |       |       |
|  |                          |              |                          |                         |       | Ghána        | Ghána                   | 0                        |                          |                          |               |       |       |

### Negyeddöntők
| 2017. január 28. 17:00 |

| Burkina Faso           | 2–0               | Tunézia |
| ---------------------- | ----------------- | ------- |
| Bancé 81' Nakoulma 85' | (0–0) Jegyzőkönyv |         |

| Stade d'Angondjé, Libreville Játékvezető: Daniel Bennett (dél-afrikai) |

| 2017. január 28. 20:00 |

| Szenegál                             | 0–0 (h. u.) | Kamerun                                |
| ------------------------------------ | ----------- | -------------------------------------- |
|                                      | Jegyzőkönyv |                                        |
| Büntetőpárbaj                        |             |                                        |
| Koulibaly Kara Mbodj Sow Saivet Mané | 4–5         | Moukandjo Oyongo Teikeu Zoua Aboubakar |

| Stade de Franceville, Franceville Játékvezető: Janny Sikazwe (zambiai) |

| 2017. január 29. 17:00 |

| Kongói DK  | 1–2               | Ghána                              |
| ---------- | ----------------- | ---------------------------------- |
| M'Poku 68' | (0–0) Jegyzőkönyv | J. Ayew 63' A. Ayew 78' (11-esből) |

| Stade d'Oyem, Oyem Játékvezető: Bernard Camille (seychelle-szigeteki) |

| 2017. január 29. 20:00 |

| Egyiptom         | 1–0               | Marokkó |
| ---------------- | ----------------- | ------- |
| Abdel-Moneim 88' | (0–0) Jegyzőkönyv |         |

| Stade de Port-Gentil, Port-Gentil Játékvezető: Eric Otogo-Castane (gaboni) |

### Elődöntők
| 2017. február 1. 20:00 |

| Burkina Faso                           | 1–1 (h. u.)       | Egyiptom                        |
| -------------------------------------- | ----------------- | ------------------------------- |
| Bancé 73'                              | (0–0) Jegyzőkönyv | Szaláh 67'                      |
| Büntetőpárbaj                          |                   |                                 |
| A. Traoré Diawara Yago Koffi B. Traoré | 3–4               | Said Szobhi Hegázi Szaláh Warda |

| Stade d'Angondjé, Libreville Játékvezető: Malang Diedhiou (szenegáli) |

| 2017. február 2. 20:00 |

| Kamerun                            | 2–0               | Ghána |
| ---------------------------------- | ----------------- | ----- |
| Ngadeu-Ngadjui 72' C. Bassogog 93' | (0–0) Jegyzőkönyv |       |

| Stade de Franceville, Franceville Játékvezető: Bakary Gassama (gambiai) |

### Bronzmérkőzés
| 2017. február 4. 20:00 |

| Burkina Faso   | 1–0               | Ghána |
| -------------- | ----------------- | ----- |
| Al. Traoré 89' | (0–0) Jegyzőkönyv |       |

| Stade de Port-Gentil, Port-Gentil Játékvezető: Mehdi Abid Sarif (algériai) |

### Döntő
| 2017. február 5. 20:00 |

| Egyiptom    | 1–2         | Kamerun                    |
| ----------- | ----------- | -------------------------- |
| en-Neni 22' | Jegyzőkönyv | N’Koulou 60' Aboubakar 89' |

| Stade d'Angondjé, Libreville Játékvezető: Janny Sikazwe (zambiai) |

## Győztes
| A 2017-es afrikai nemzetek kupája győztese |
| ------------------------------------------ |
| · Kamerun · 5. cím                         |

### Díjak
A következő díjakat osztották ki:
A torna játékosa
- Christian Bassogog

A torna gólkirálya
- Junior Kabananga (3 gól)

A torna legsportszerűbb csapata
- Egyiptom

### A torna csapata
| Kapus         | Védők                                           | Középpályások                                                               | Csatárok                            |
| ------------- | ----------------------------------------------- | --------------------------------------------------------------------------- | ----------------------------------- |
| Fabrice Ondoa | Kara Mbodji Ahmed Hegázi Michael Ngadeu-Ngadjui | Charles Kaboré Daniel Amartey Bertrand Traoré Christian Atsu Mohamed Szaláh | Christian Bassogog Junior Kabananga |